# Цато (Лука)
Цато је насеље у Италији у округу Лука, региону Тоскана.
Према процени из 2011. у насељу је живело 6 становника. Насеље се налази на надморској висини од 696 м.